# Alexandra Carpentier
Alexandra Carpentier (* 6. Juli 1987 in Bourg-la-Reine) ist eine französische Mathematikerin und Hochschullehrerin.

## Leben
Carpentier studierte von 2006 bis 2009 Statistik, Wirtschaft und Wahrscheinlichkeitstheorie an der École nationale de la statistique et de l’administration économique und absolvierte 2009 ein Masterstudium in Wahrscheinlichkeitstheorie, Statistik und Finanzwesen an der Universität Paris VII. Bei Remy Munos wurde sie 2012 mit ihrer Arbeit Toward Optimal Sampling in Low and High Dimension am Institut national de recherche en informatique et en automatique promoviert. Sie war von 2012 bis 2015 Wissenschaftliche Mitarbeiterin an der University of Cambridge und hatte 2016 eine Gastprofessur an der Universität Paris-Nanterre. Seit 2017 hat sie eine W2-Professur für Mathematische Statistik und Maschinelles Lernen an der Otto-von-Guericke-Universität Magdeburg.
Im September 2020 wurde Carpentier von der Deutschen Forschungsgemeinschaft mit dem Von Kaven-Preis ausgezeichnet.

## Veröffentlichungen (Auswahl)
- (mit D. Ghoshdastidar, M. Gutzeit, U. v. Luxburg): Two-sample hypothesis testing for inhomogeneous random graphs. Ann. Stat. 48, No. 4, 2208–2229 (2020).
- (mit N. Verzelen): Adaptive estimation of the sparsity in the Gaussian vector model. Ann. Stat. 47, No. 1, 93–126 (2019).
- Honest and adaptive confidence sets in Lp. Electron. J. Stat. 7, 2875–2923 (2013).